# Paul Quinsac
Paul Quinsac, né le 20 mars 1858 à Bordeaux (Gironde), mort dans la même ville en mai 1929,,, est un peintre français.
Paul Quinsac, surnommé « le peintre des élégances bordelaises »,,, est un peintre spécialisé dans les sujets allégoriques et mythologiques, les portraits et les paysages.

## Biographie
François Paul Auguste Quinsac est né le 20 mars 1858 au 45 rue Saint-James à Bordeaux. Son père, qui était universitaire, se charge de son éducation. À l'âge de 16 ans, il commence à travailler dans le commerce et en 1878 il part pour Paris où il entre à l'atelier d'Henri Herz, facteur de piano.
Il entre à l’École des Beaux-Arts de Paris et est élève de Jean-Léon Gérôme.
À partir de 1880, il expose régulièrement au Salon des artistes français, dont il devient membre en 1887. Il reçoit une mention honorable à l'exposition de 1884 avec une Arlésienne. En 1886 il expose Le bain. Il reçoit une mention à l'exposition de 1887 pour Le Moulin de la Galette et une médaille de troisième classe à celle de 1889. Il est hors-concours depuis 1890 au Salon des artistes français.
- Entre 1886 et 1890, Paul Quinsac est un contributeur de dessins du Courrier français

- En 1889, il perçoit une bourse de voyage[8].

- Il reçoit la médaille de bronze de l'Exposition universelle de 1889[8], une mention honorable à l'Exposition universelle de 1900[8].

- Paul Quinsac devient, en 1901, professeur de peinture et de dessin  pour la classe supérieure à l'École des beaux-arts de Bordeaux[8].

- En 1906, il est président de la première exposition bordelaise nommée « l’Atelier » qui regroupe surtout des artistes locaux ardents défenseurs du style académique.

- Paul Quinsac réalise plusieurs décorations d'intérieur pour différentes institutions bordelaises : la bibliothèque d'Henri Bordes pour laquelle il réalise L'Apothéose de Gutenberg en 1894 qui fut réinstallée au plafond du fumoir du Grand-Théâtre, pour le Château Bourran, la Préfecture et la Caisse d'épargne.

- Publicitaire de talent, il crée de nombreuses affiches dont une très célèbre pour l'huile de foie de morue de Gaston Monnier de Bordeaux avec ce slogan impératif, « Prenez-en ! Dieu l'ordonne ! ».

- Il est nommé chevalier de la Légion d'honneur le 12 novembre 1908[10].

- En 1925, il est reçu à l'Académie nationale des sciences, belles-lettres et arts de Bordeaux[11].

## Œuvres dans des collections publiques
Musée des beaux-arts de Bordeaux

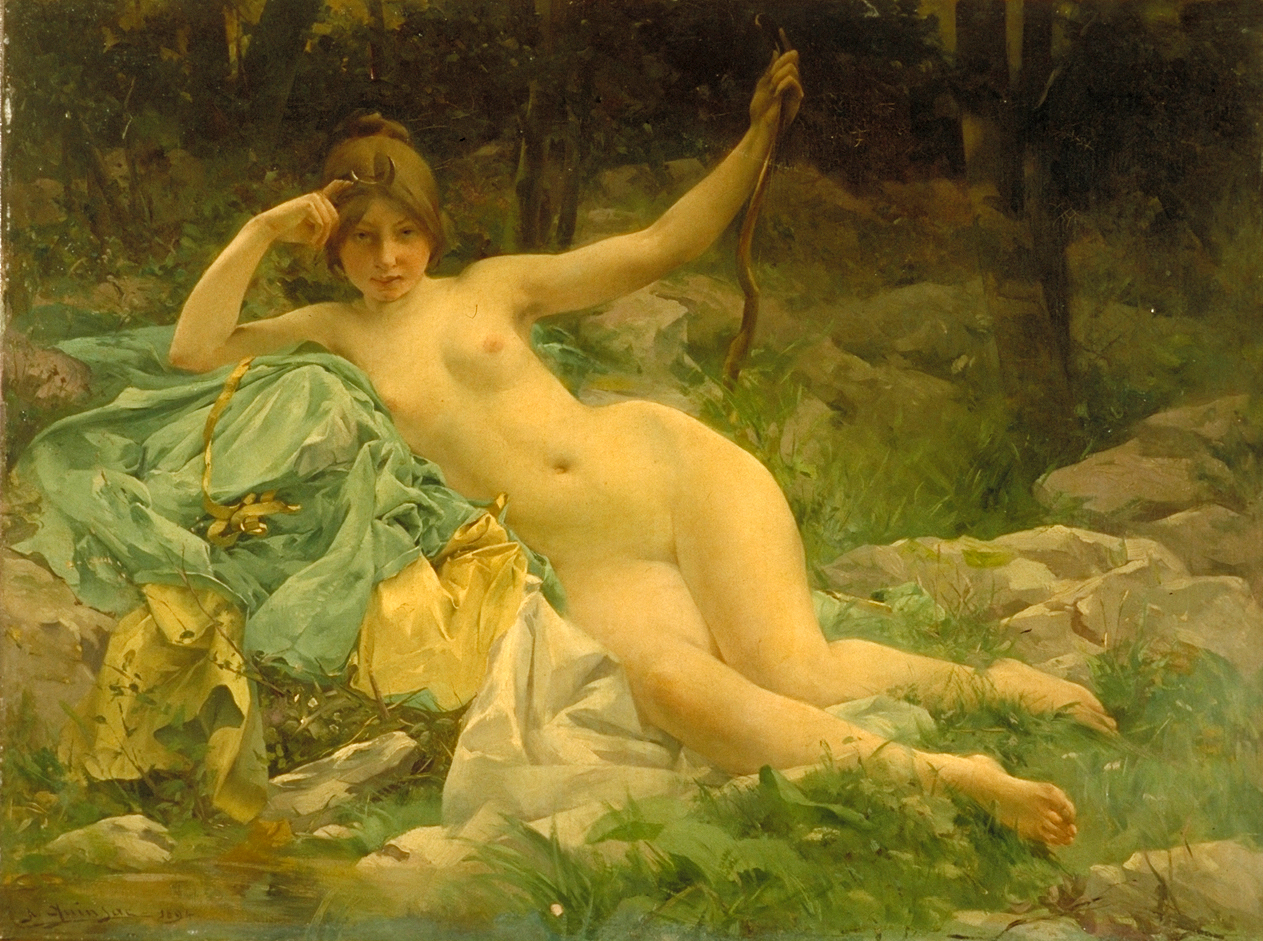
Diane, 1894
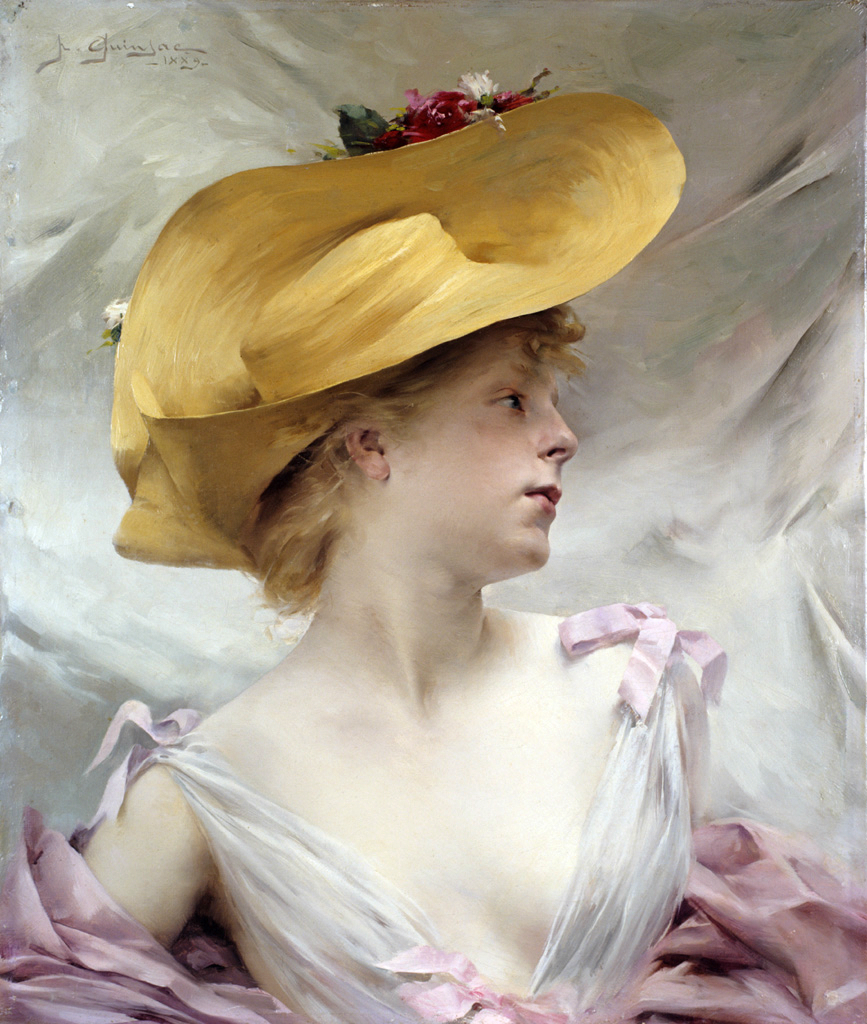
Jeune fille au chapeau de paille, 1899
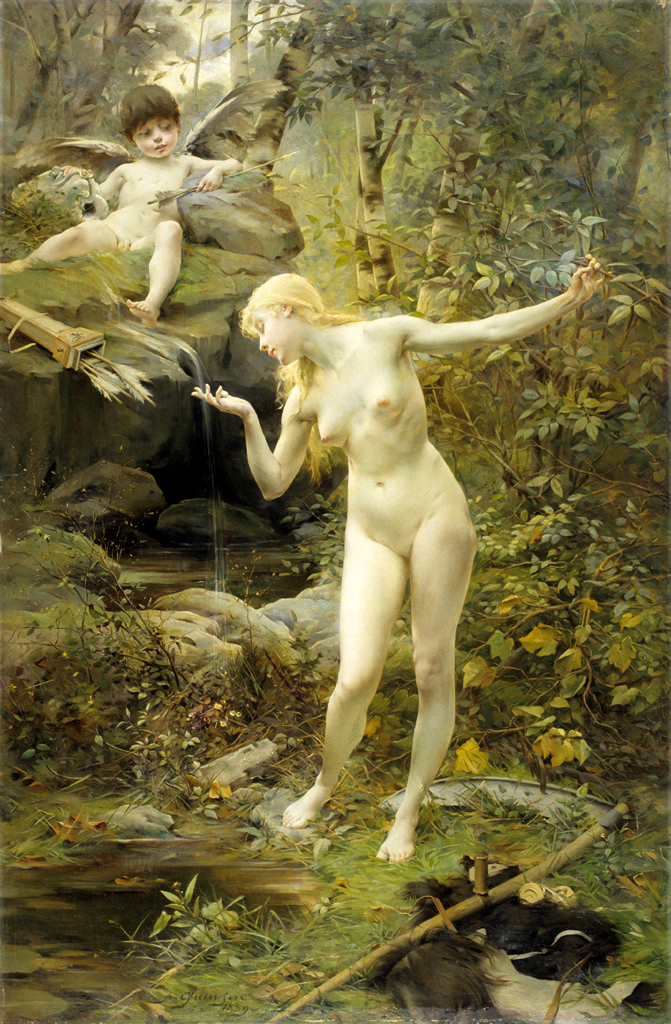
La Fontaine de jouvence (1888)
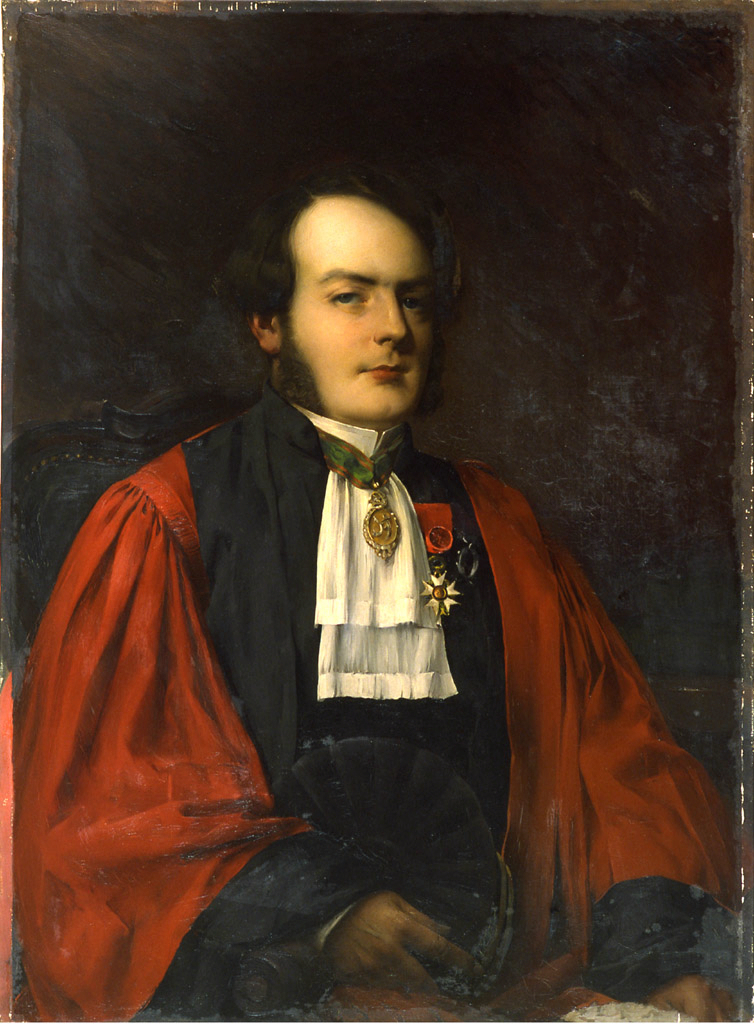
Édouard Bonie
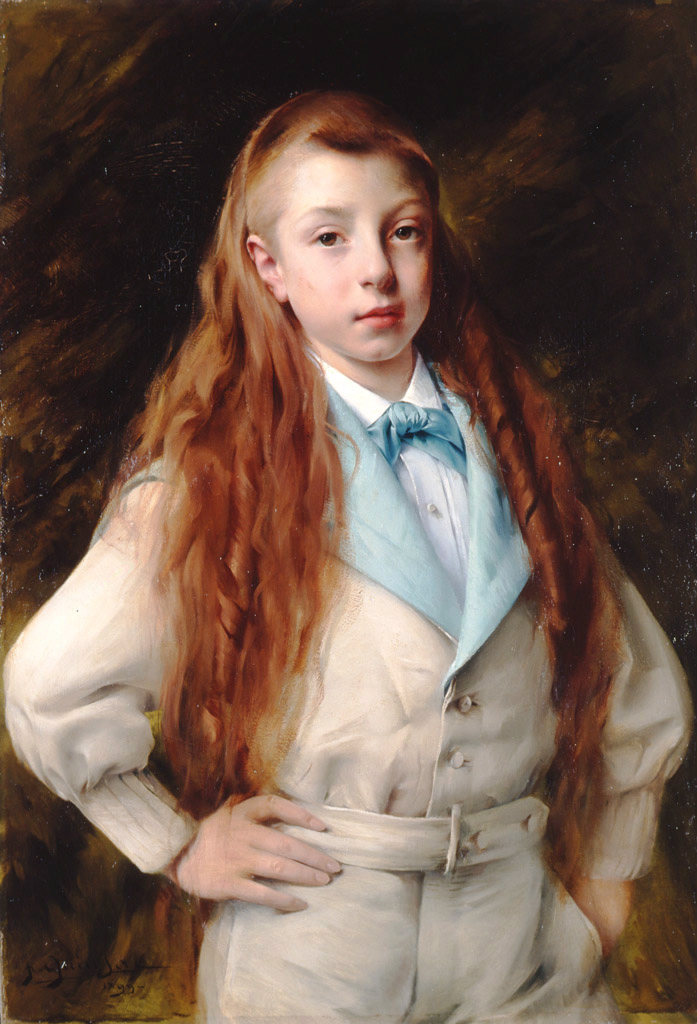
Jean Rigaud, 1899
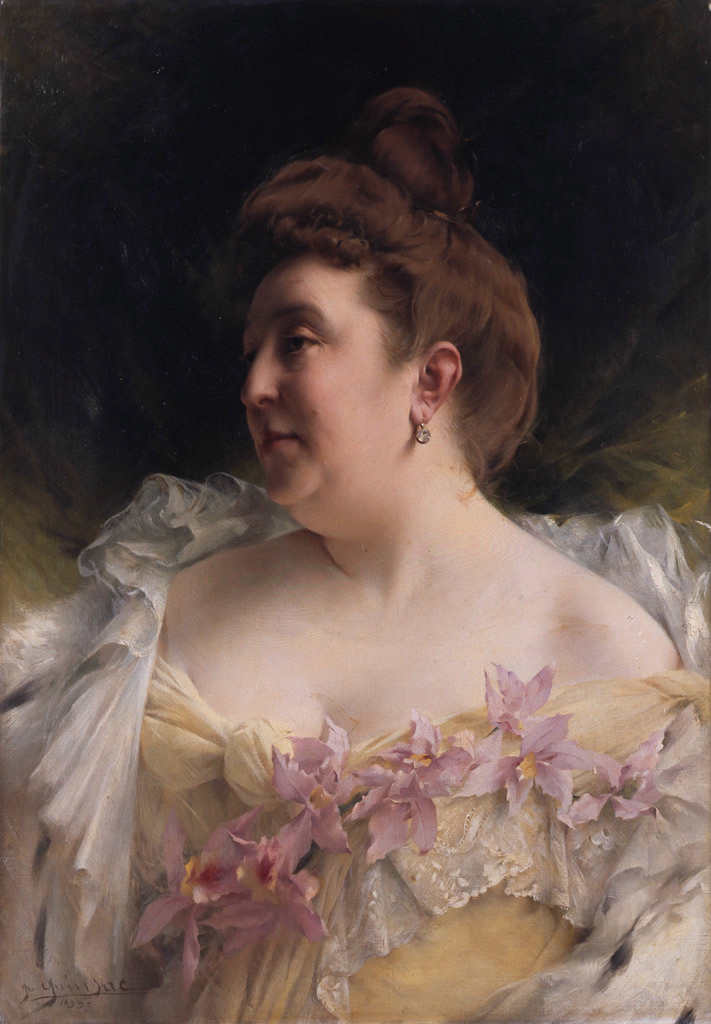
Madame Rigaud, 1899
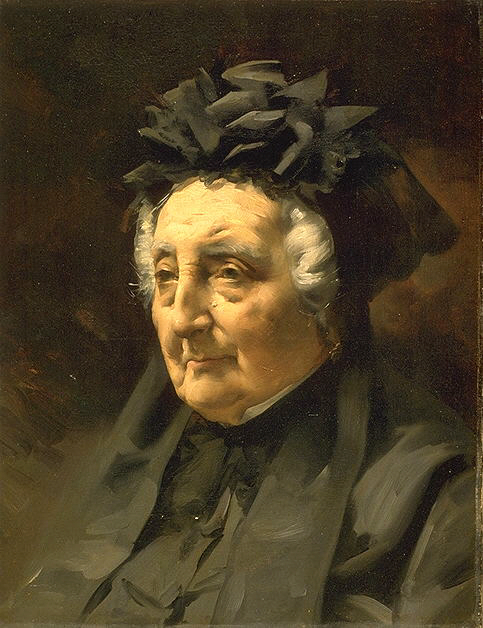
Madame Gardère
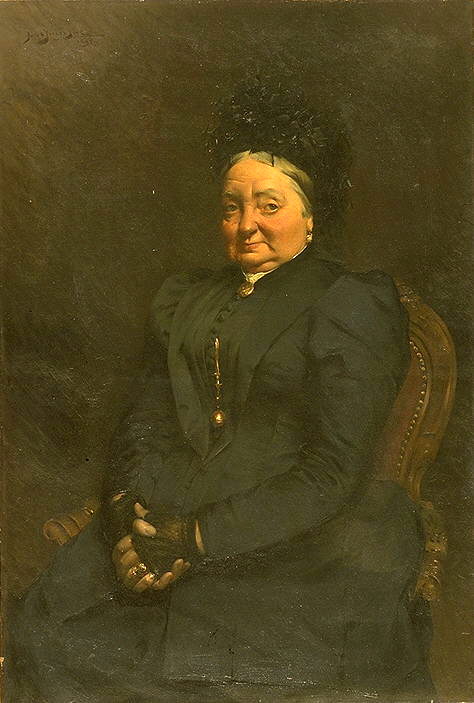
Madame Seigne, 1892

Musée des beaux-arts de Marseille

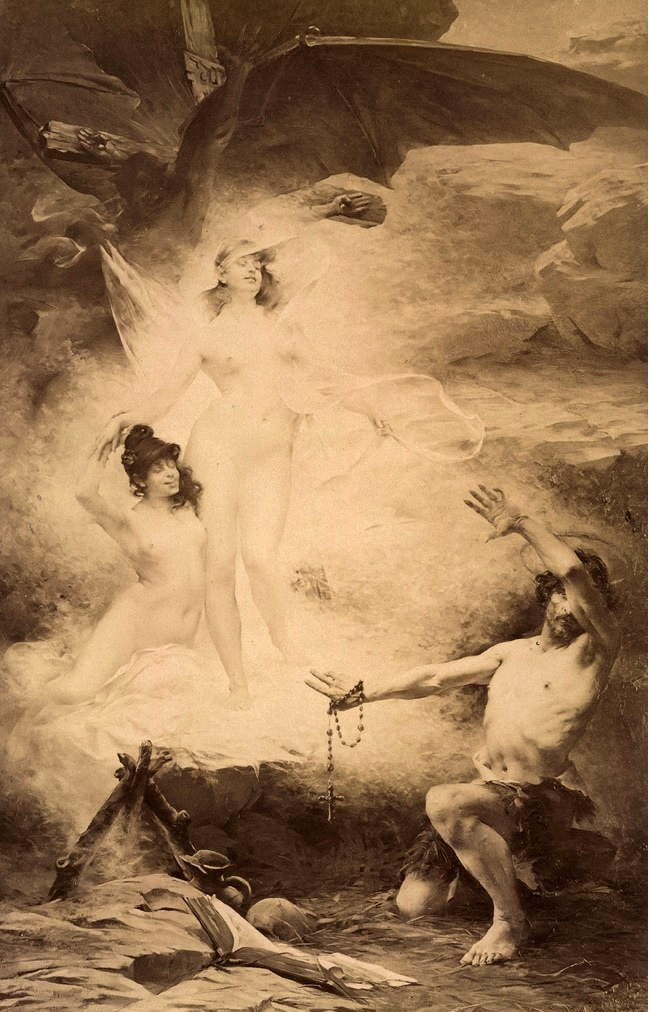
La Tentation (1888)
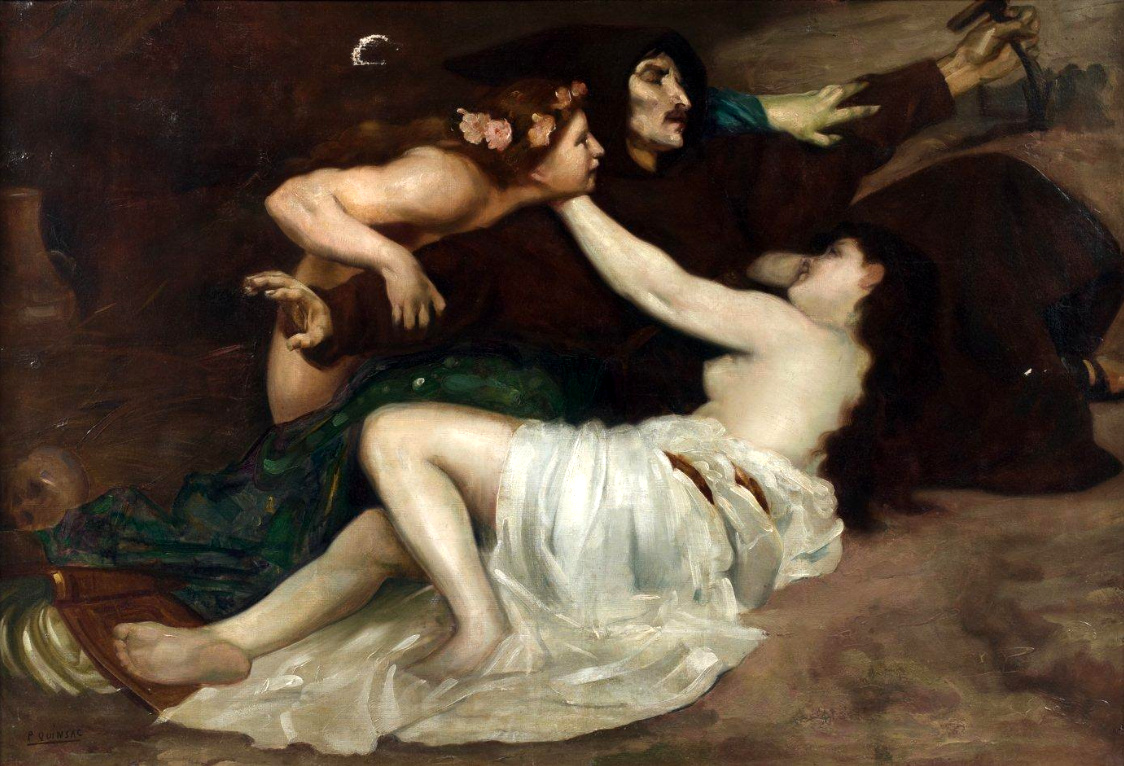
La Tentation de saint Antoine

## Œuvres dans des collections privées

ALLÉGORIES
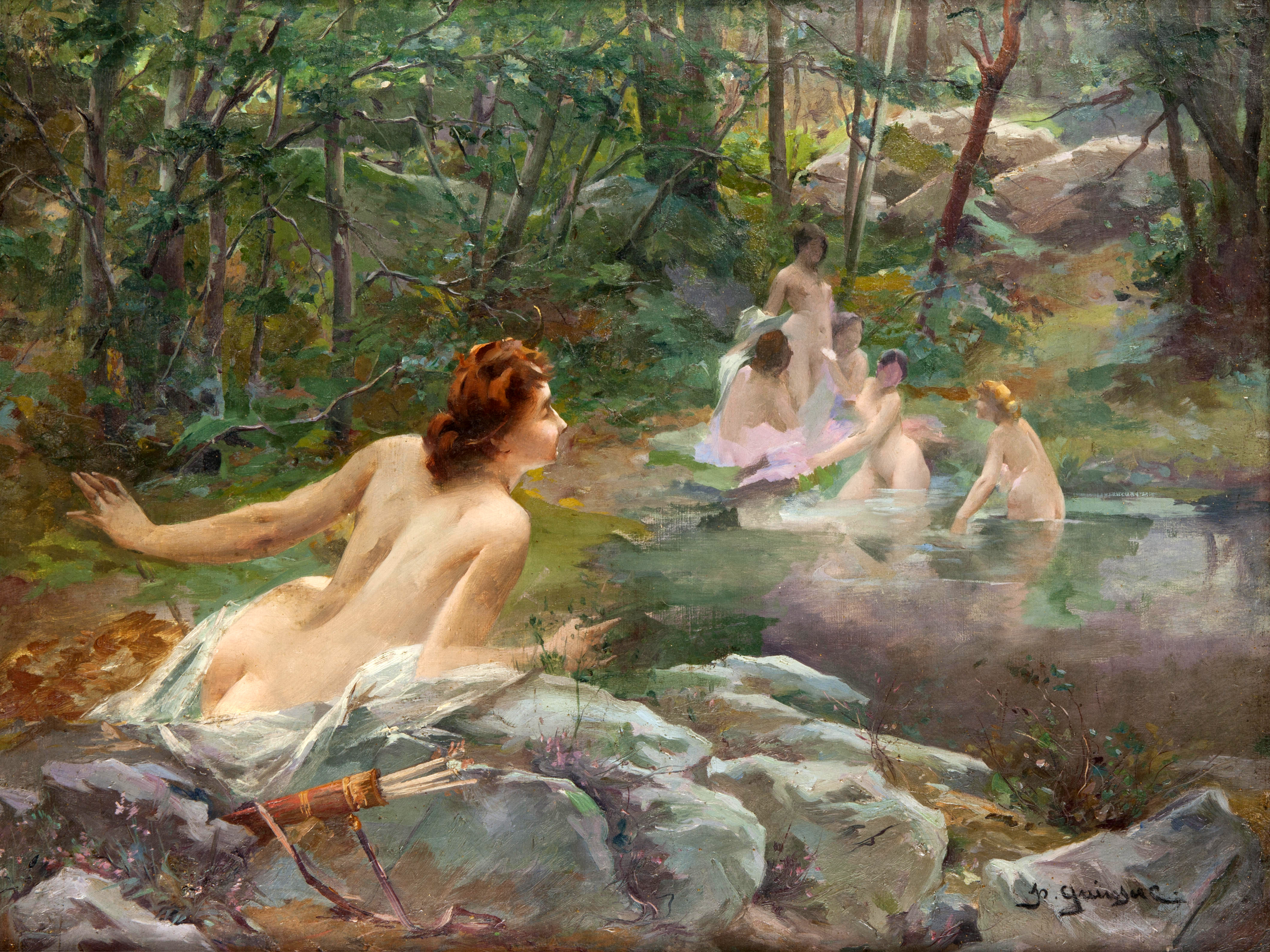
Nymphes dans la forêt
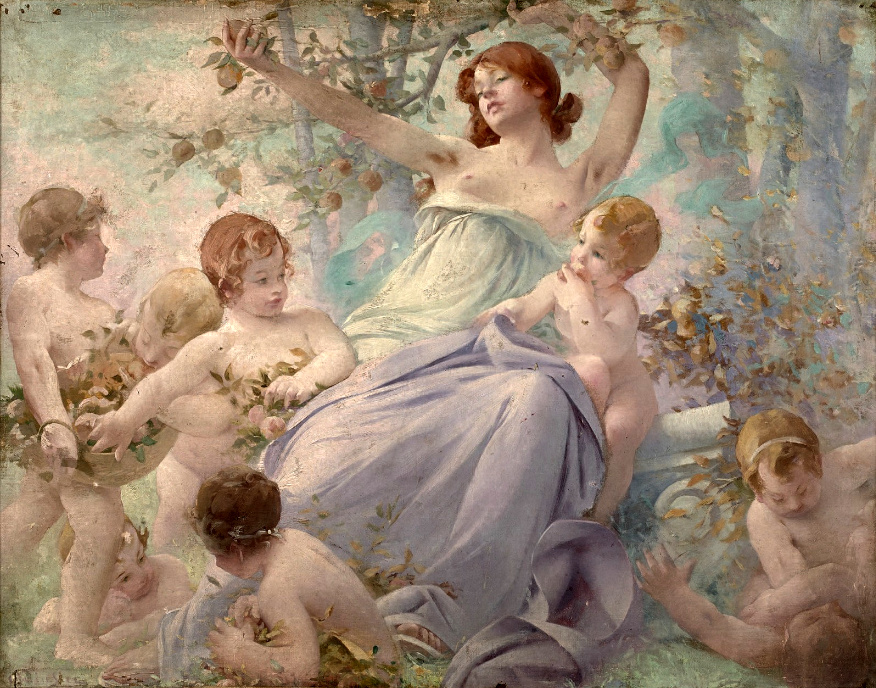
Allégorie de l'Été
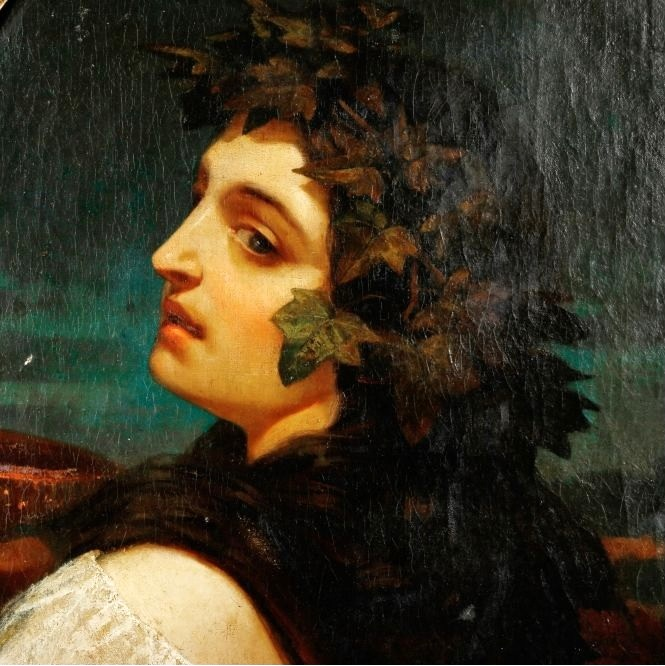
Allégorie d'Automne
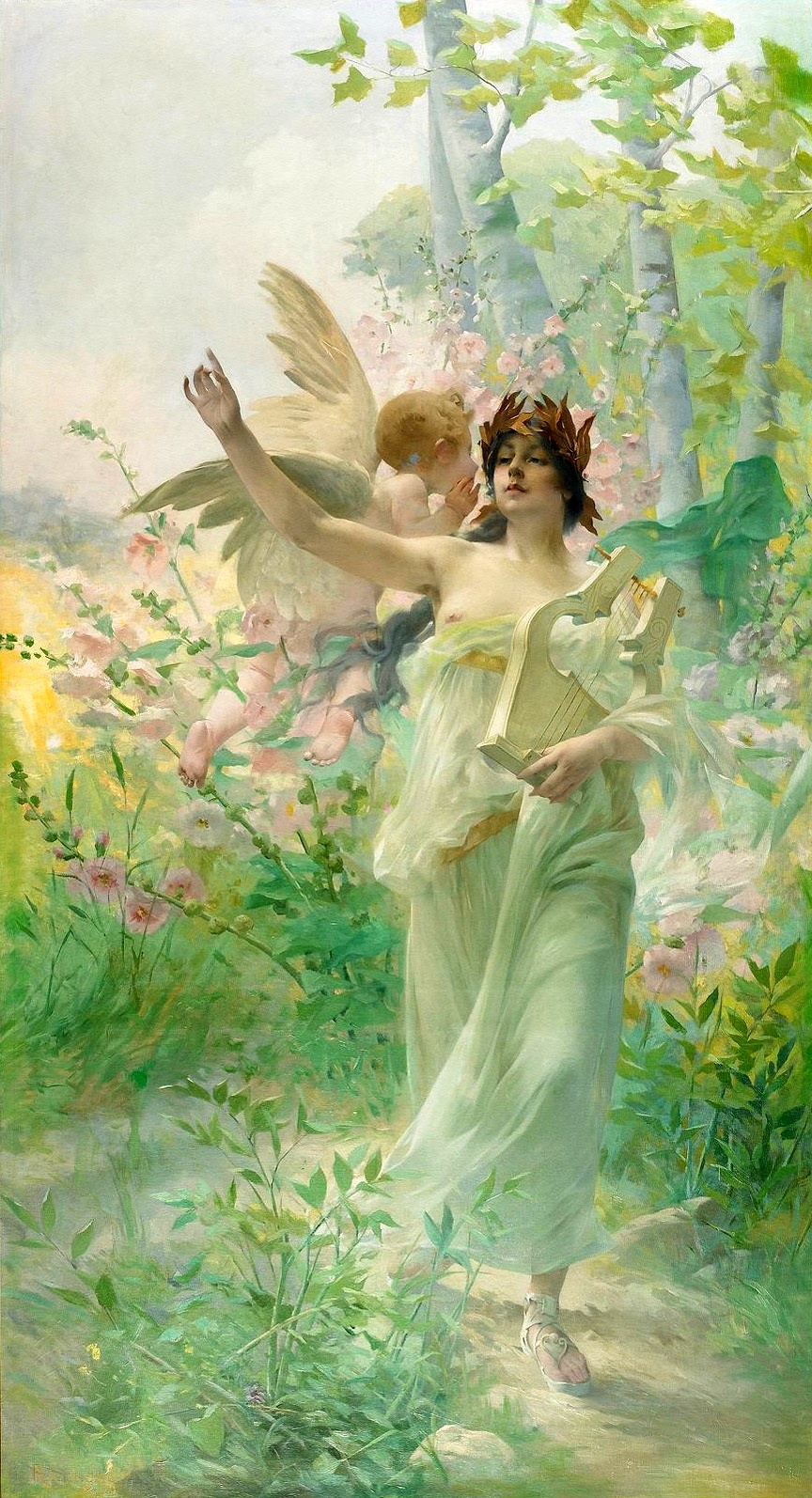
La Musique
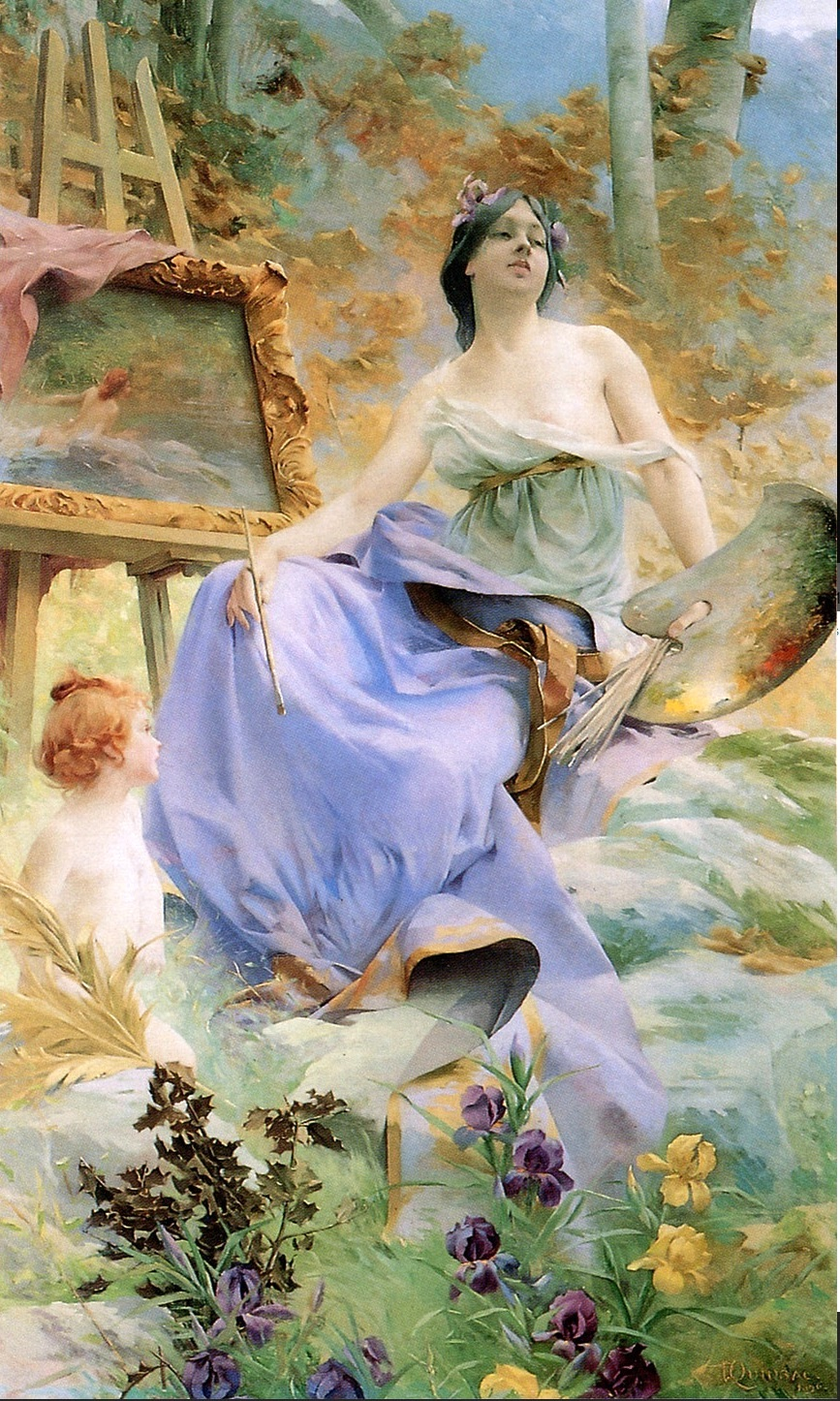
La Peinture (1889)
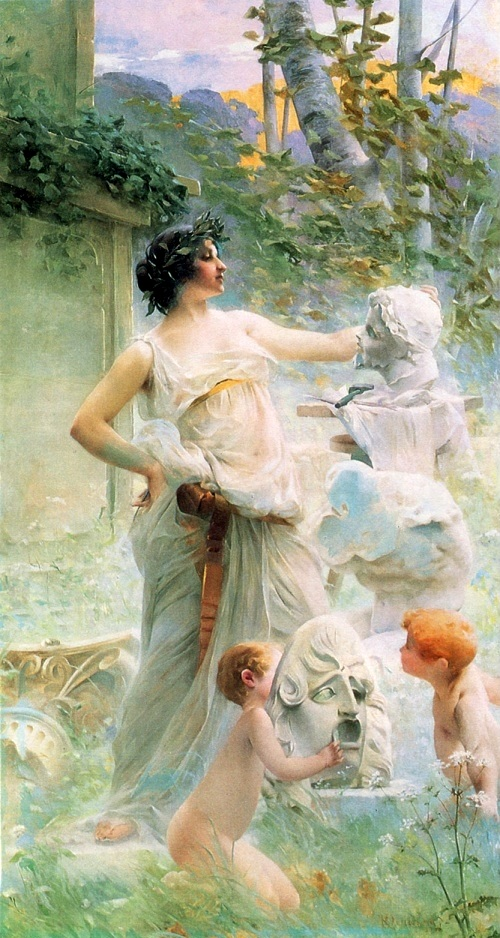
La Sculpture (1889)
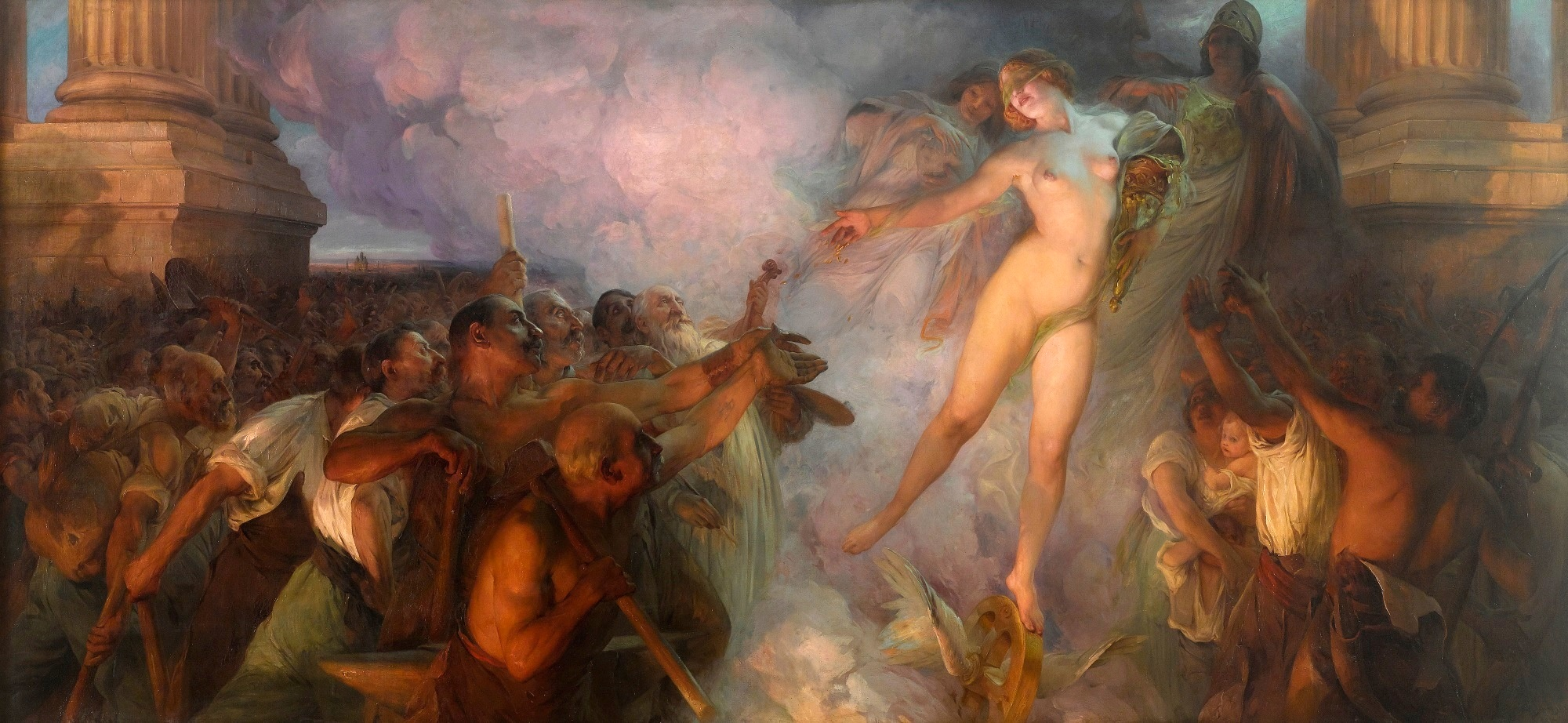
La Fortune passe...
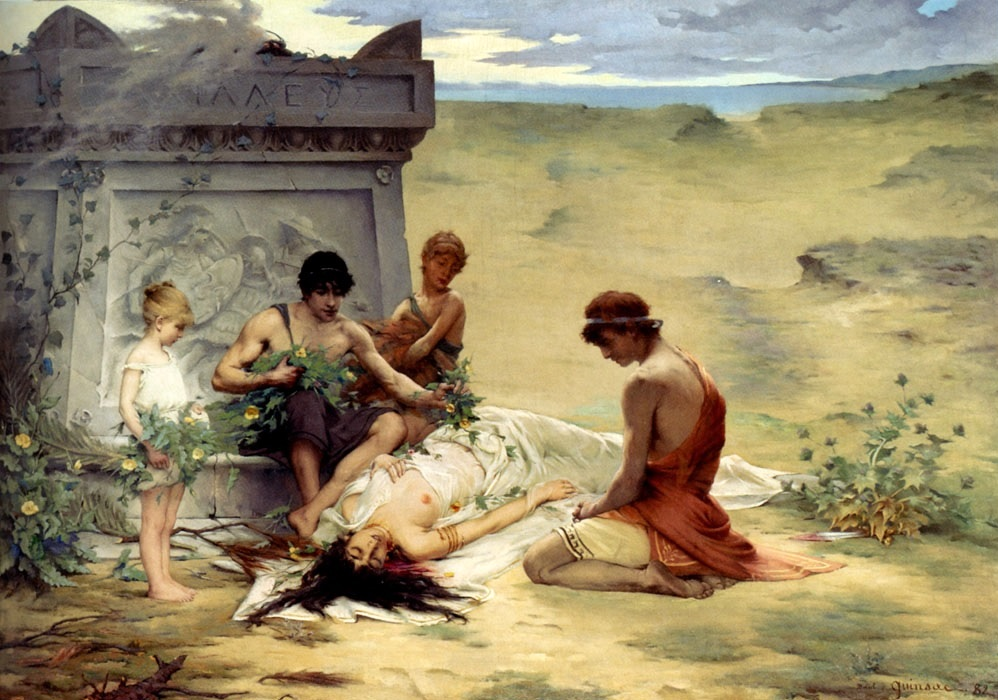
Mort de Polyxène (1881)
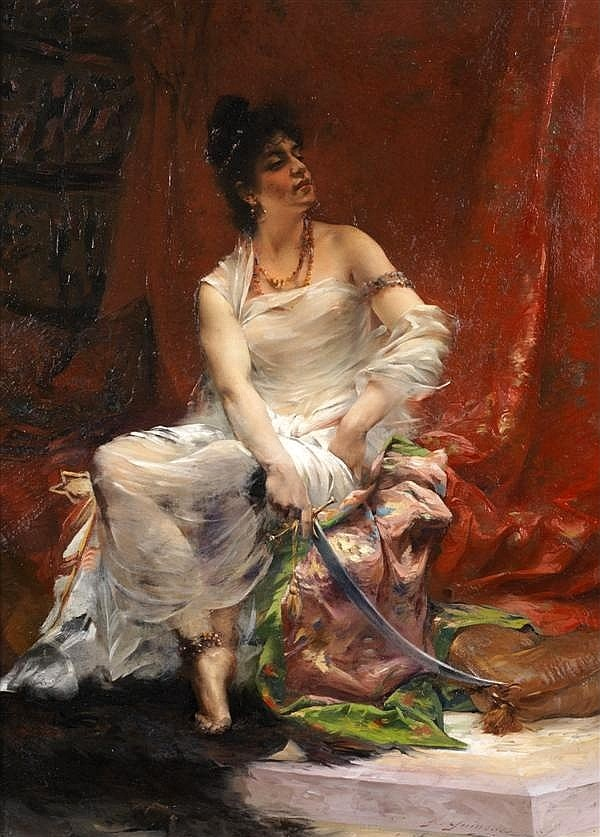
Judith

NUS
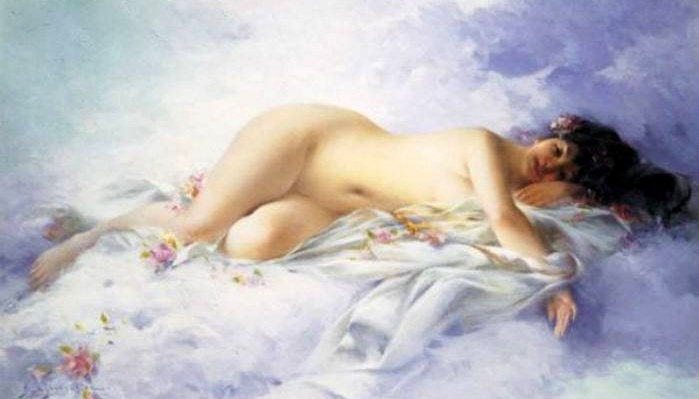
Rêverie
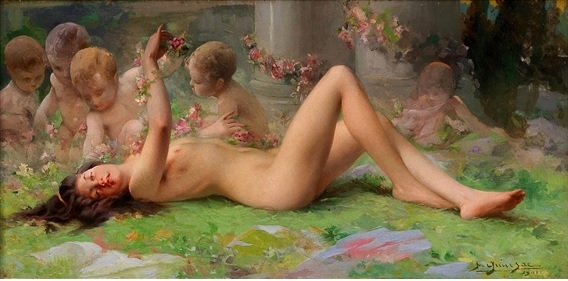
Nu avec putti (1901)
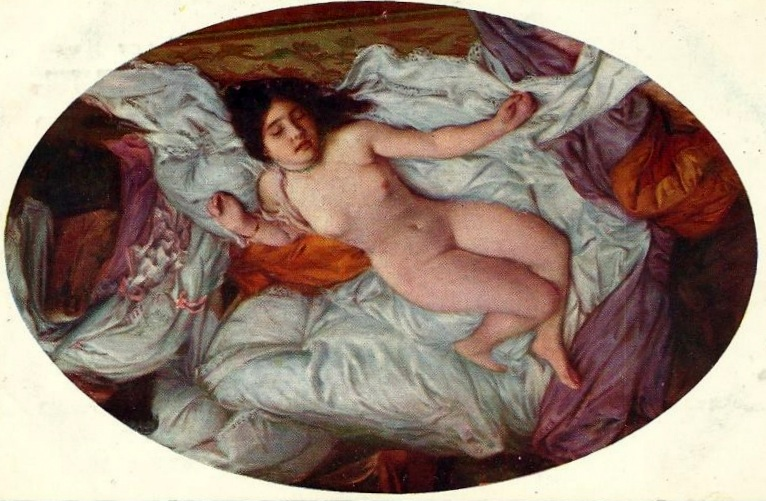
Repos après les ébats

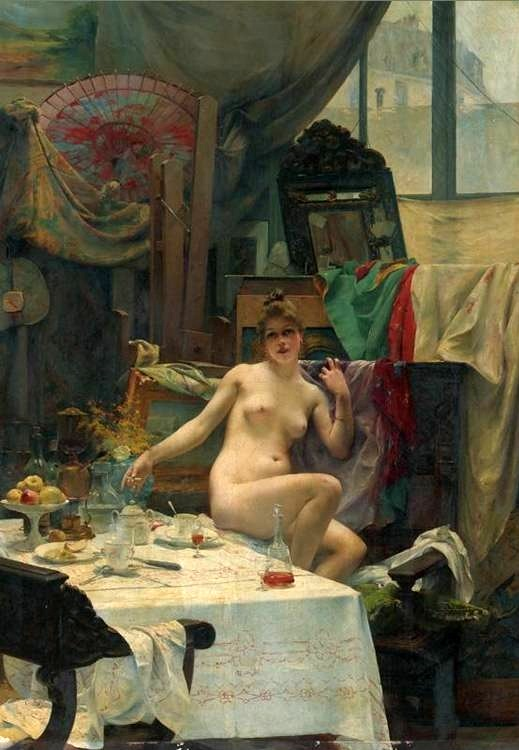
Dans l'atelier, 1890.
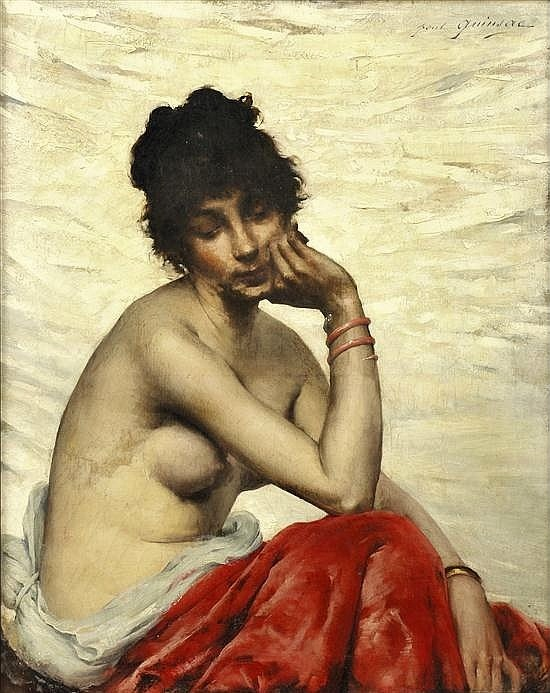
Nu espagnol
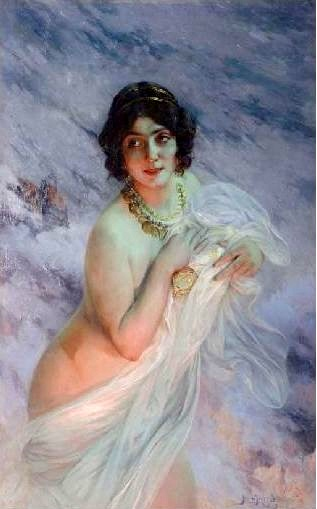
Boîte de Pandore (1888)
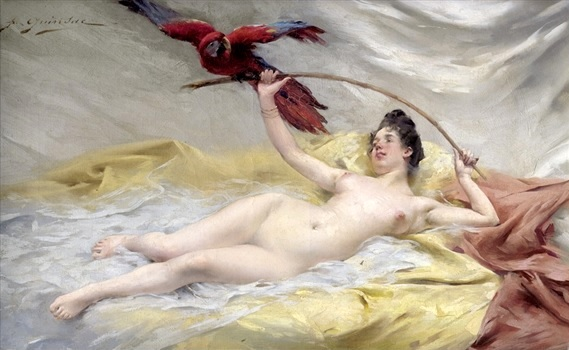
Nu avec perroquet
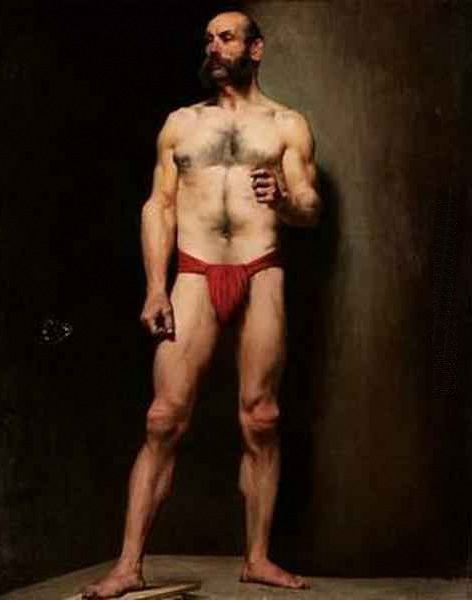
Nu

MONTMARTRE
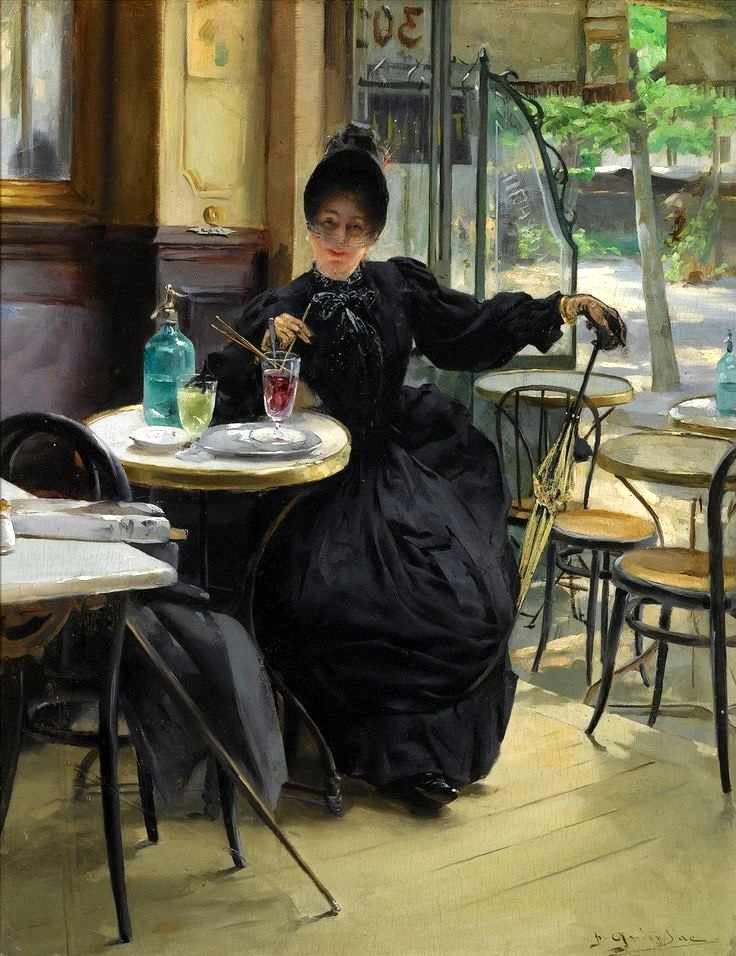
Au café
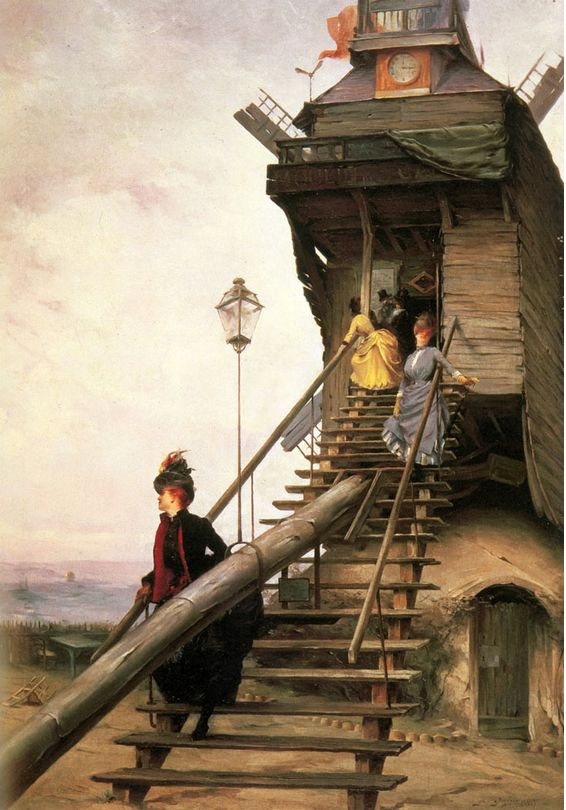
Moulin de la Galette (1887)

PORTRAITS DE FEMME
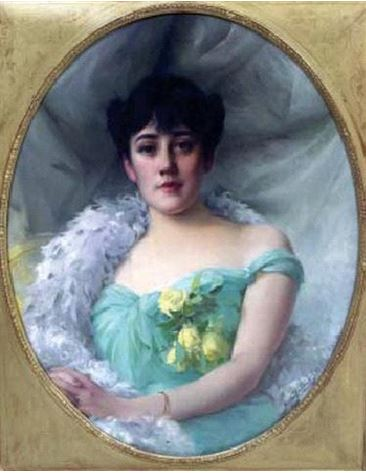
Femme en robe verte
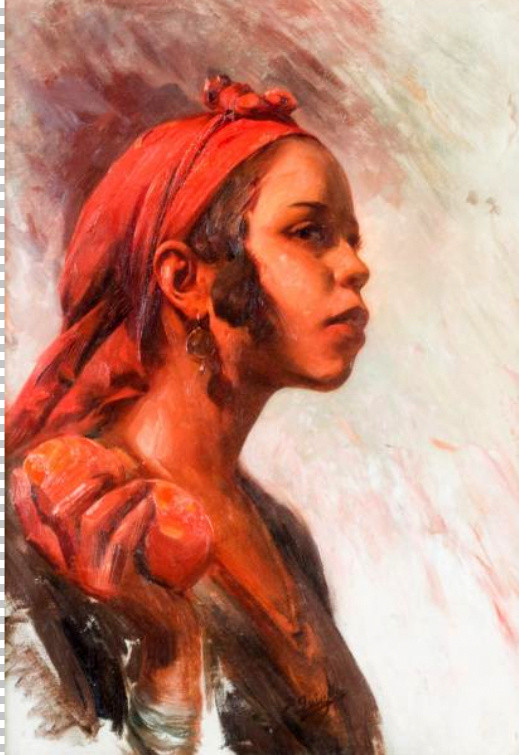
Bédouine aux oranges
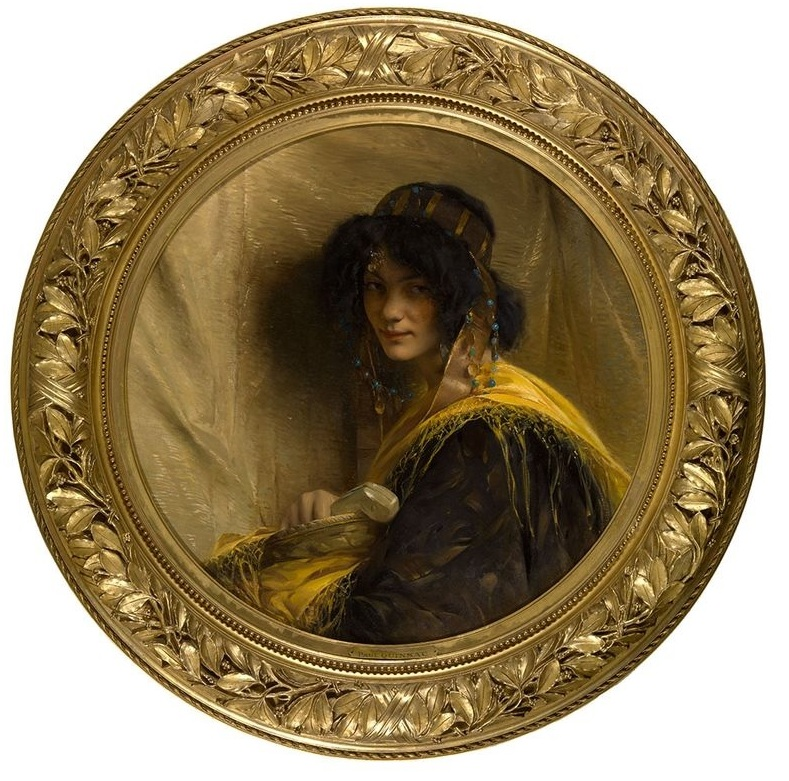
La Musicienne
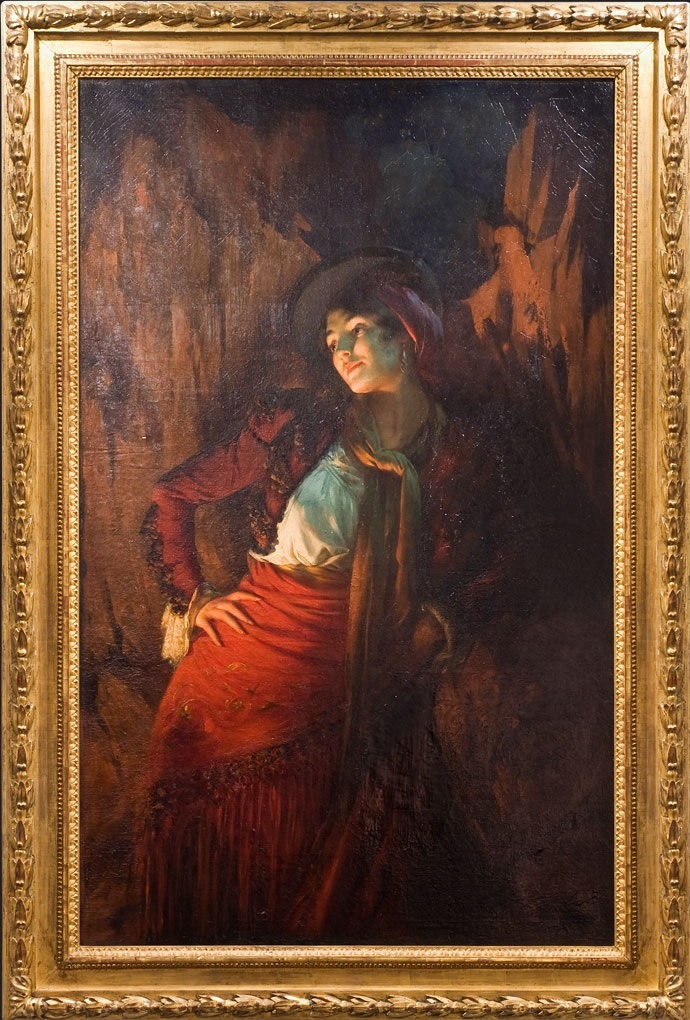
Femme en robe rouge
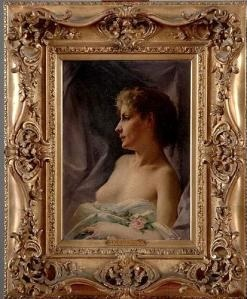
Jeune femme
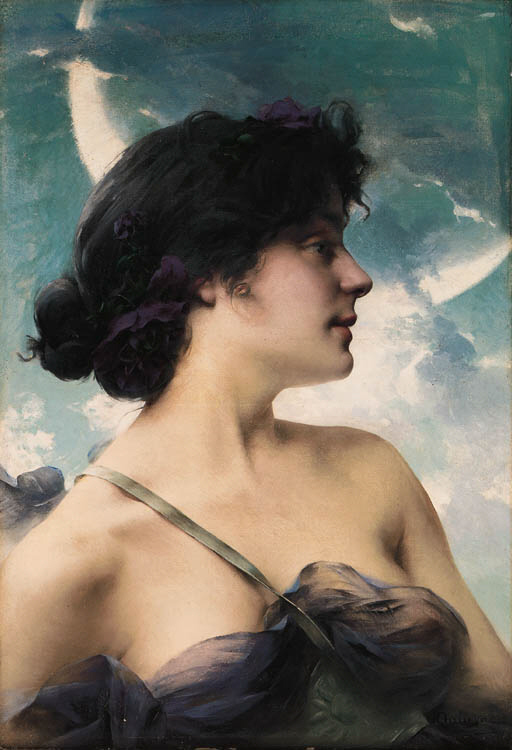
Beauté en violette
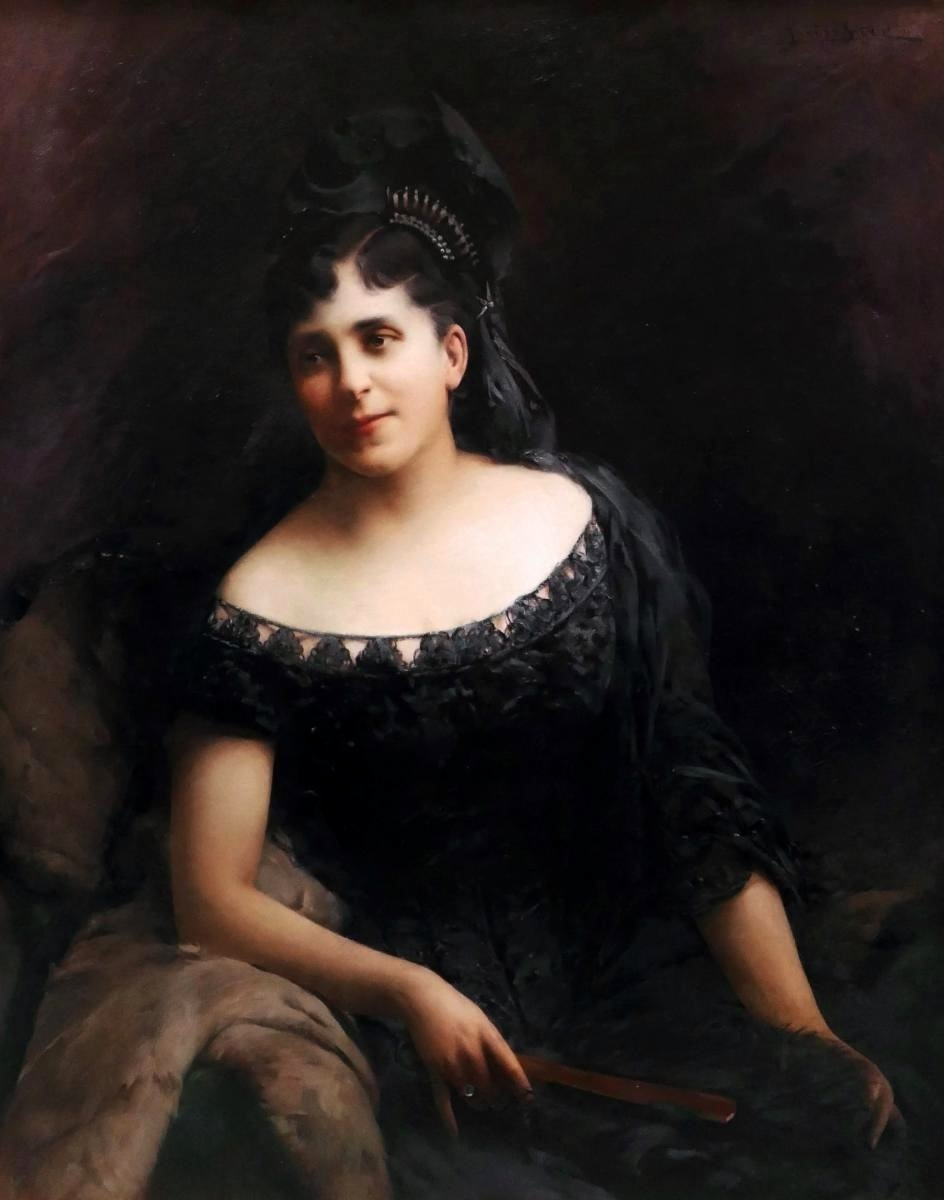
Femme en robe noire
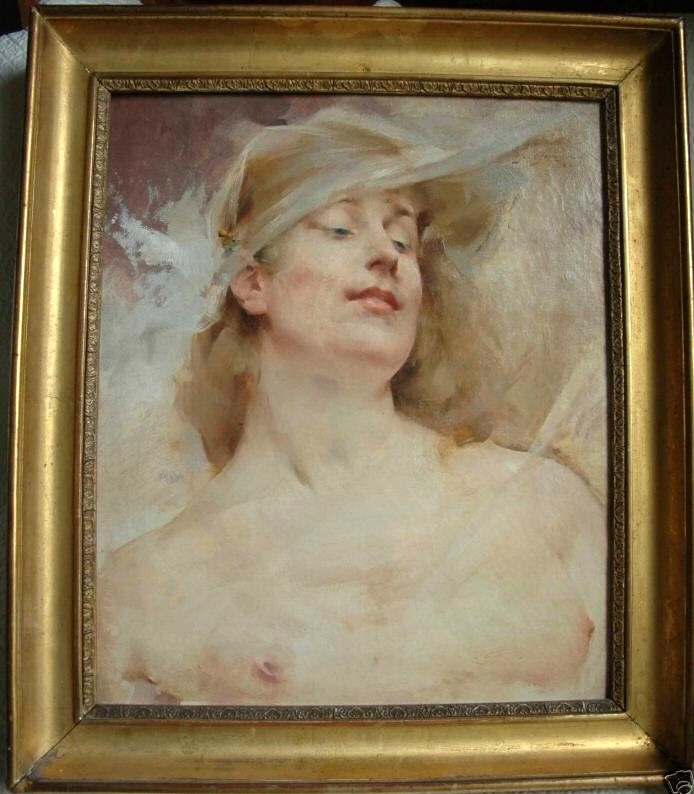
Femme en extase

PAYSAGES
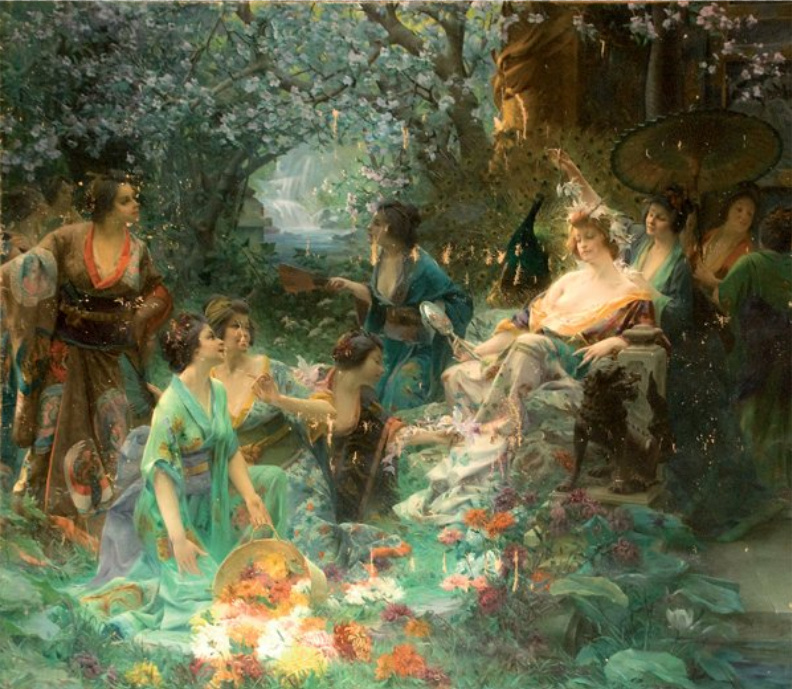
Jardin japonais
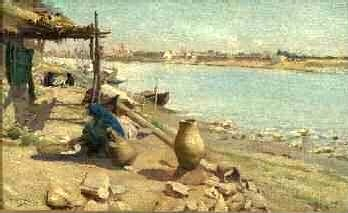
Orient - préparation du repas
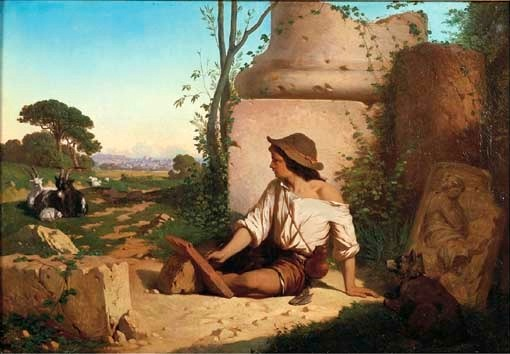
Repos dans les ruines

DIVERS
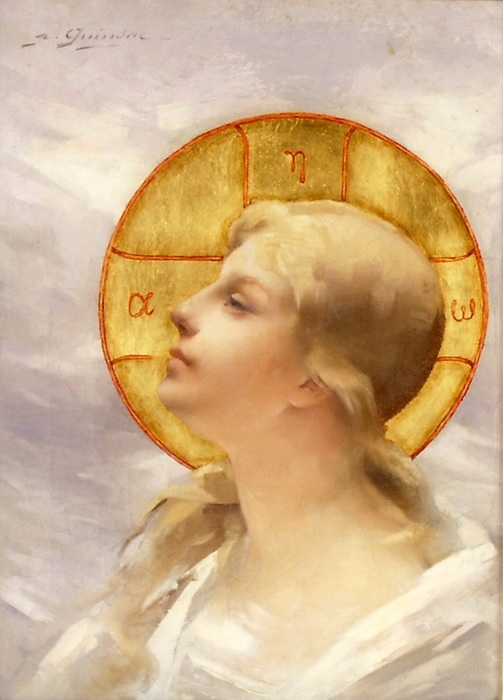
Tête d'ange
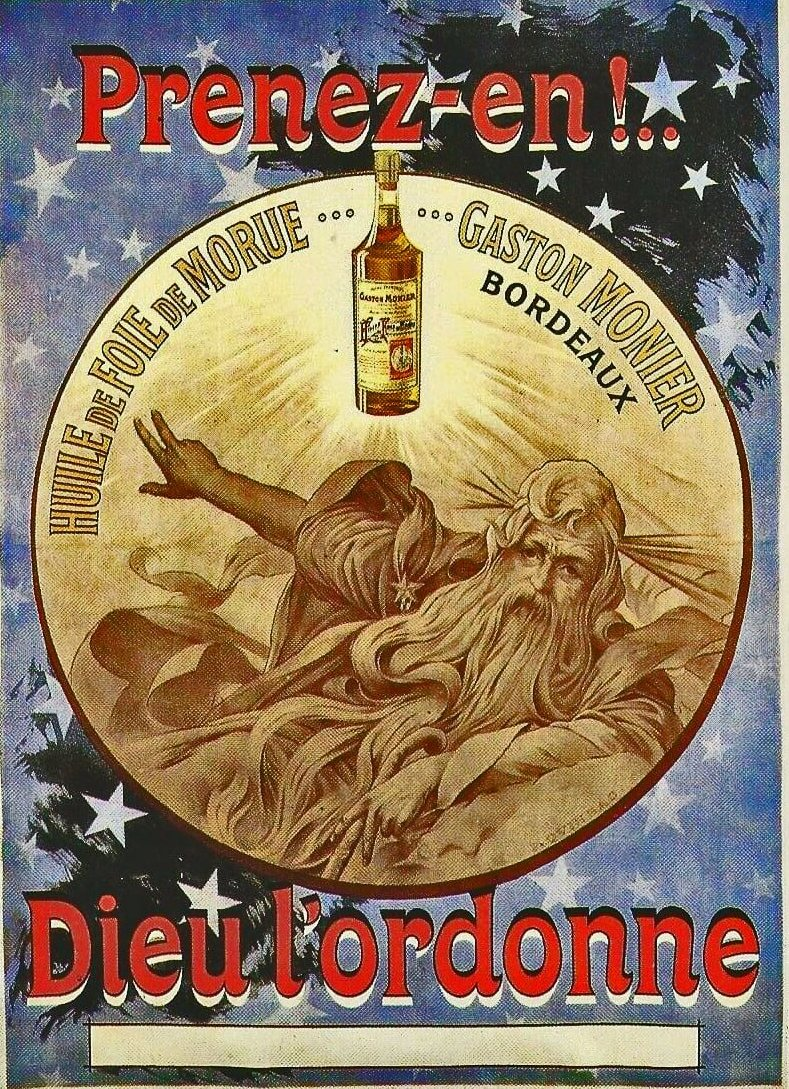
Affiche publicitaire

DESSINS
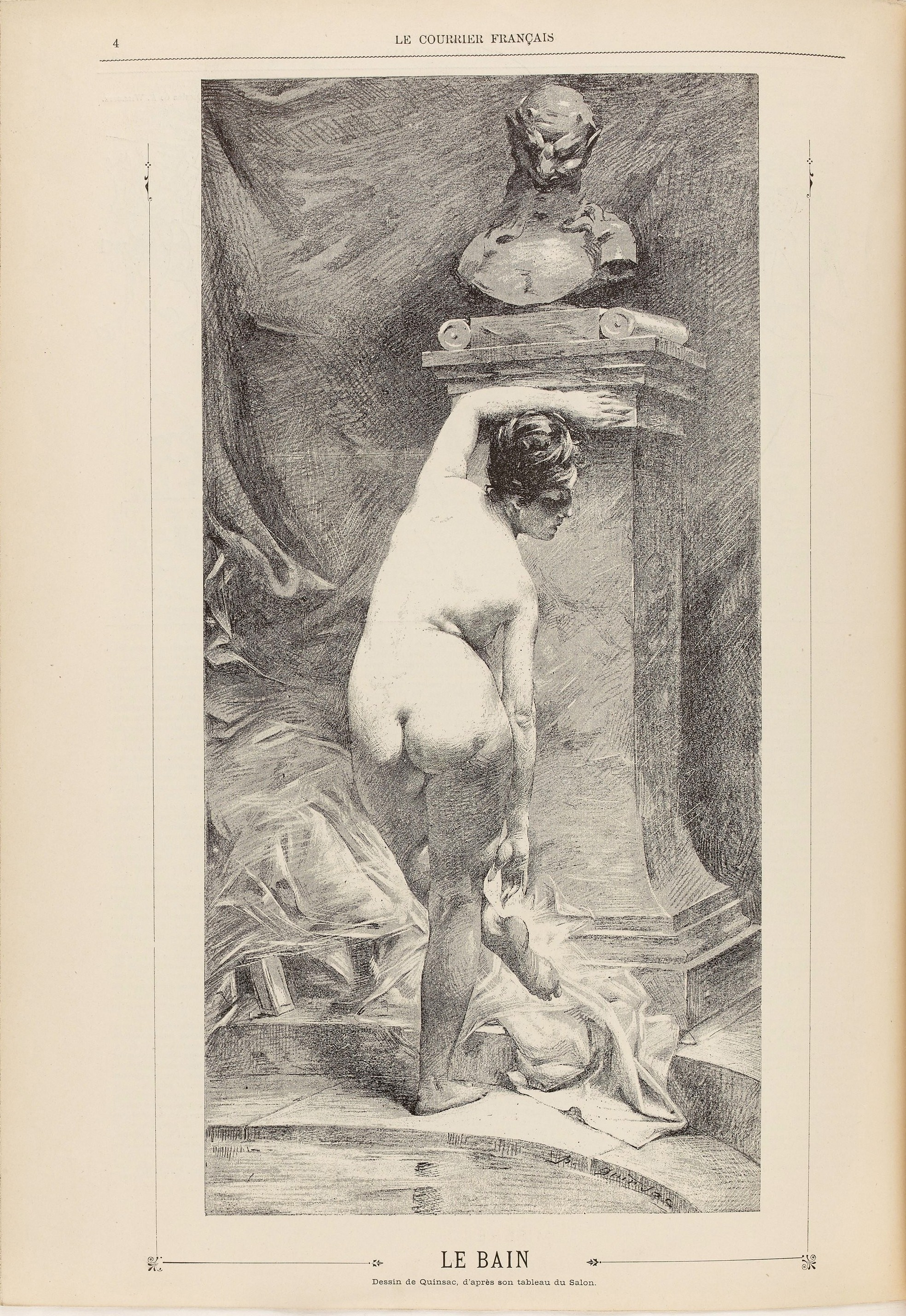
Le Bain (1886)
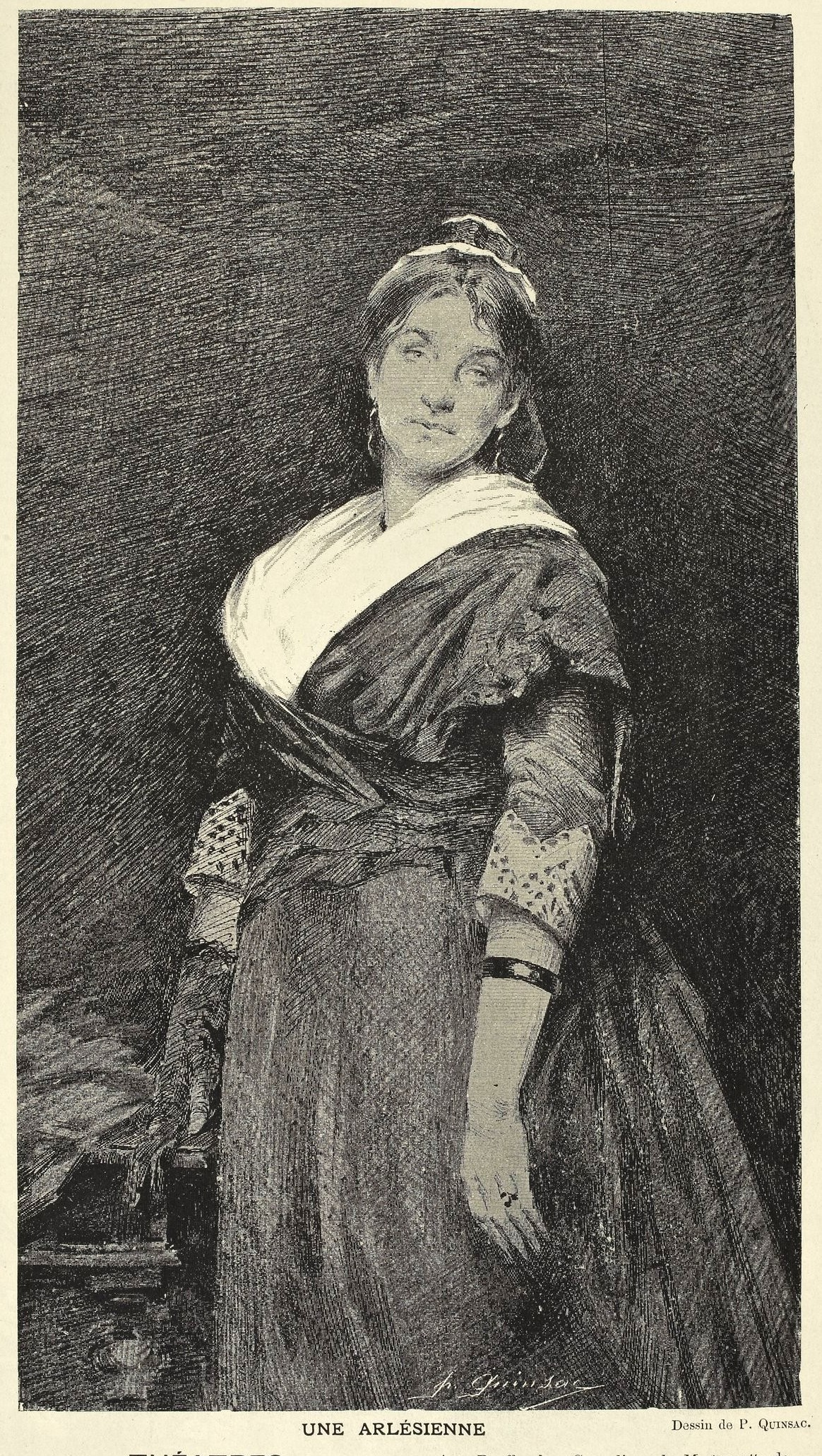
L'Arlésienne (1887)
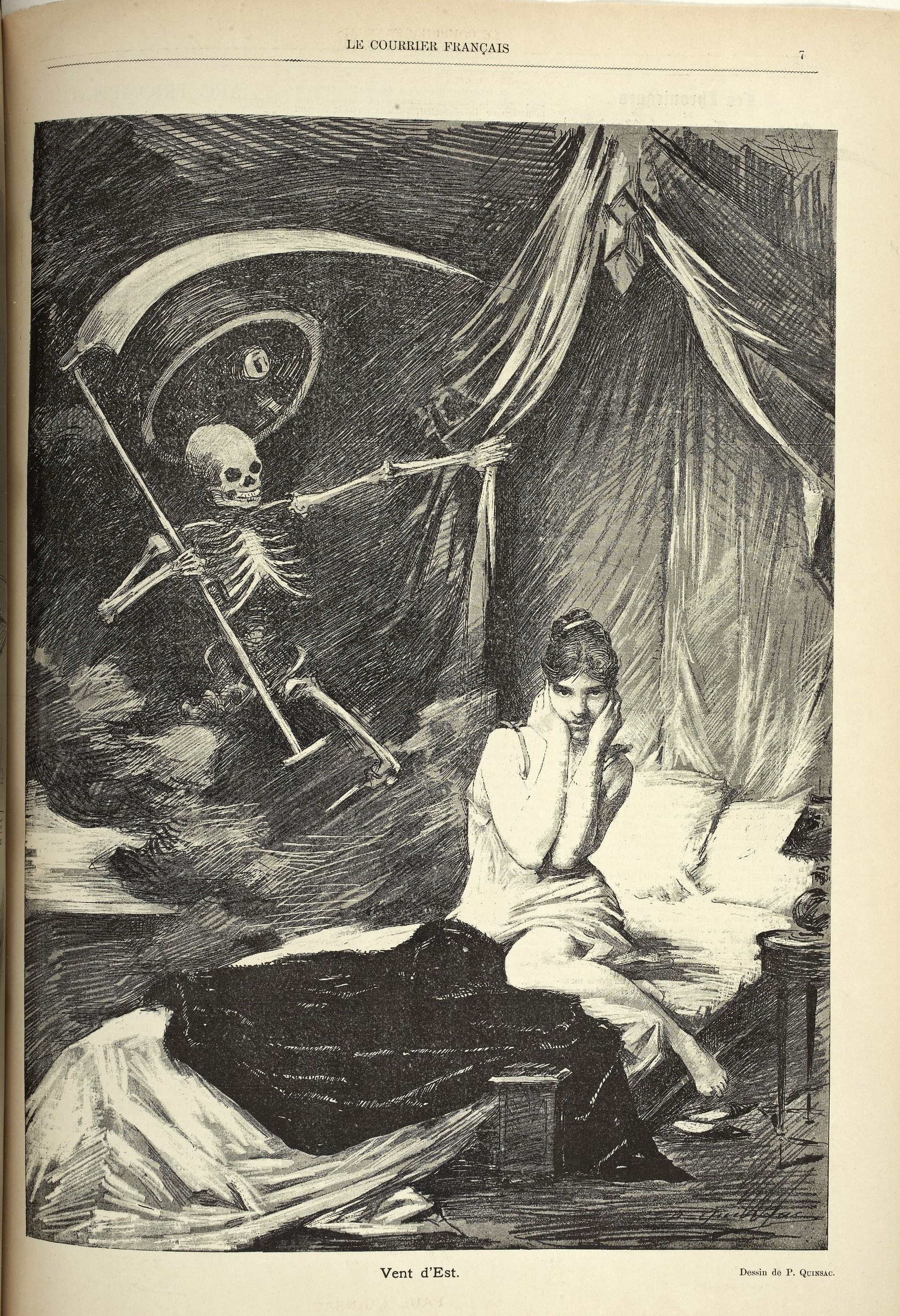
Vent de l'Est (1887)
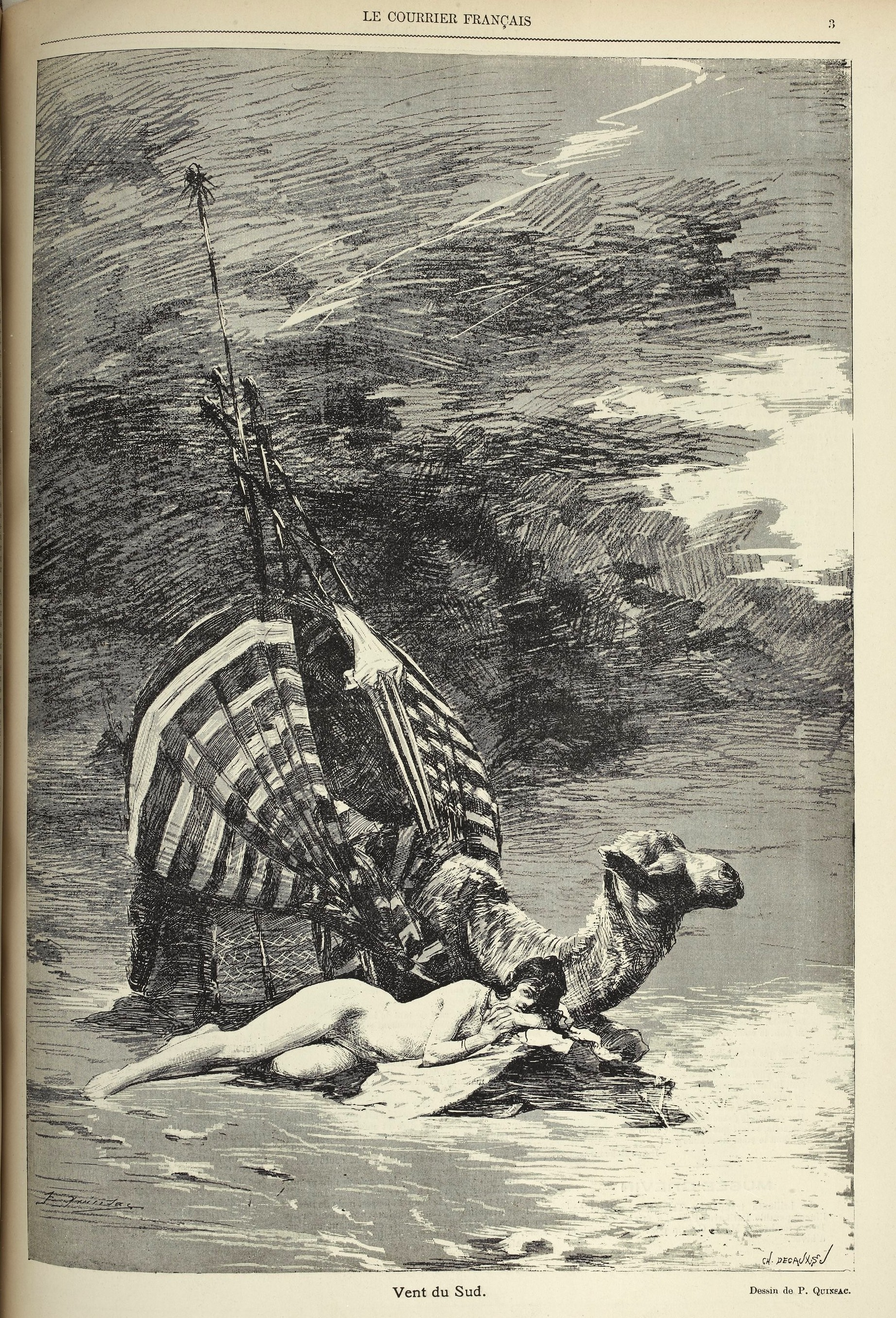
Vent du Sud (1887)
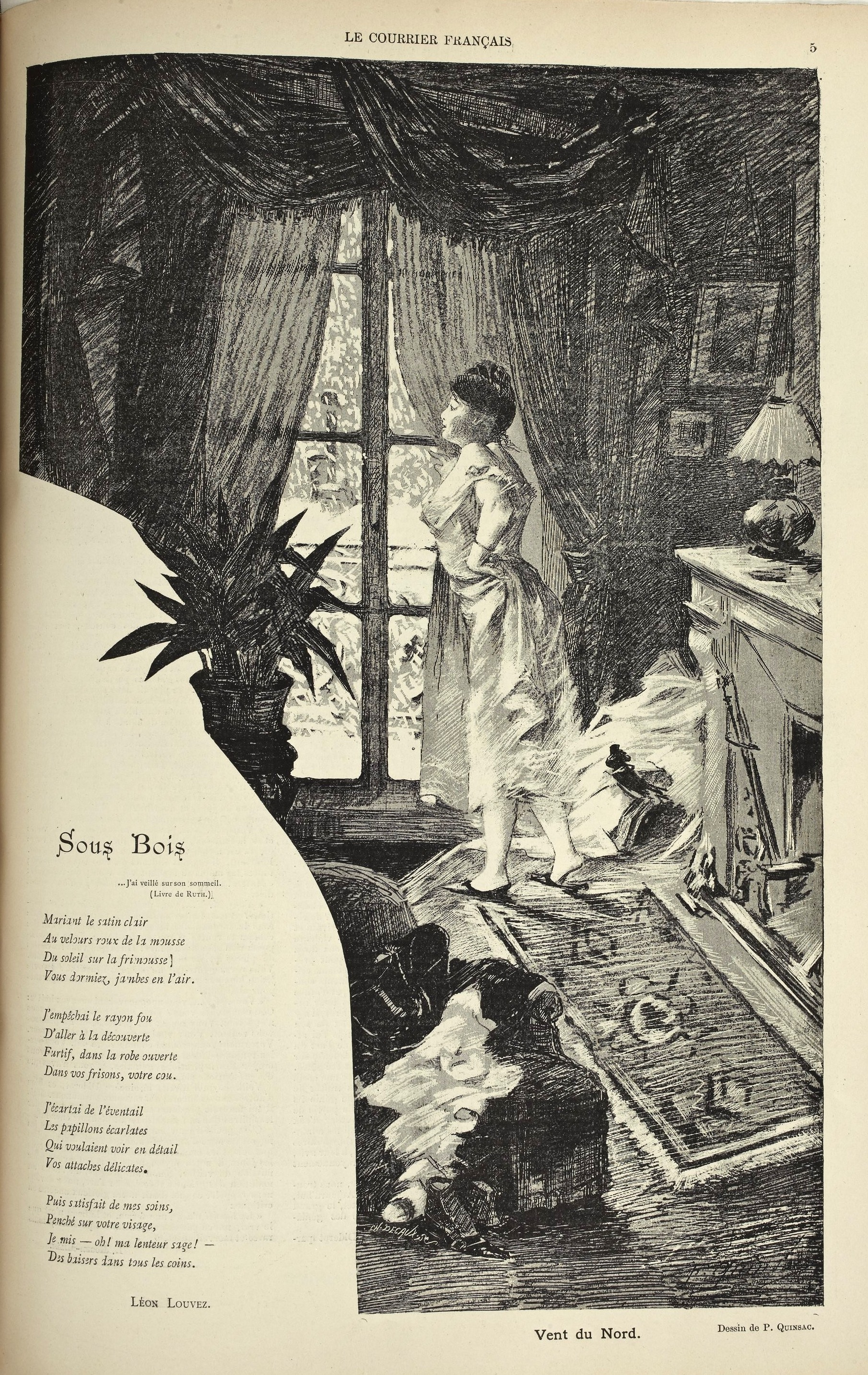
Vent du Nord (1887)
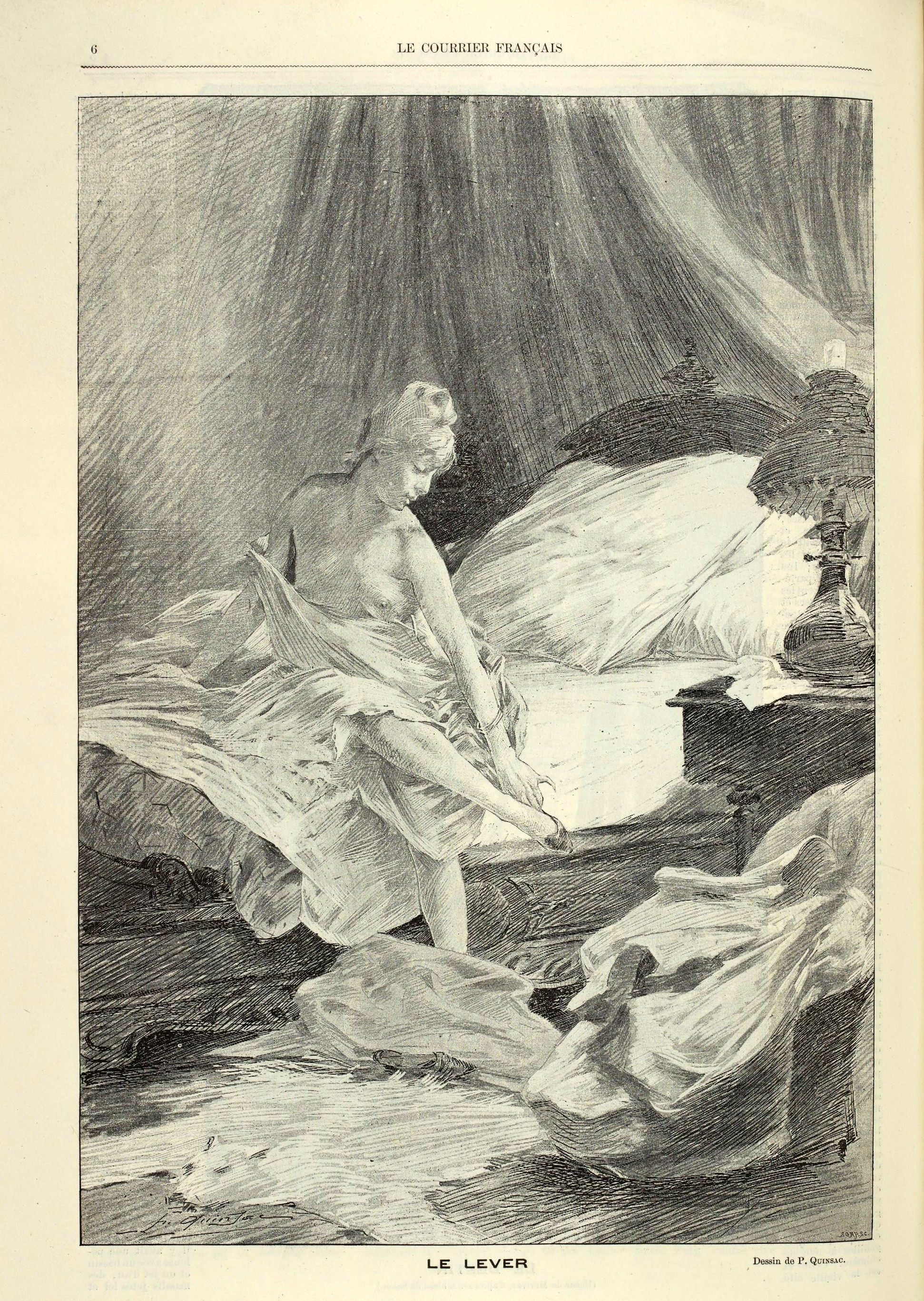
Le Lever (1889)
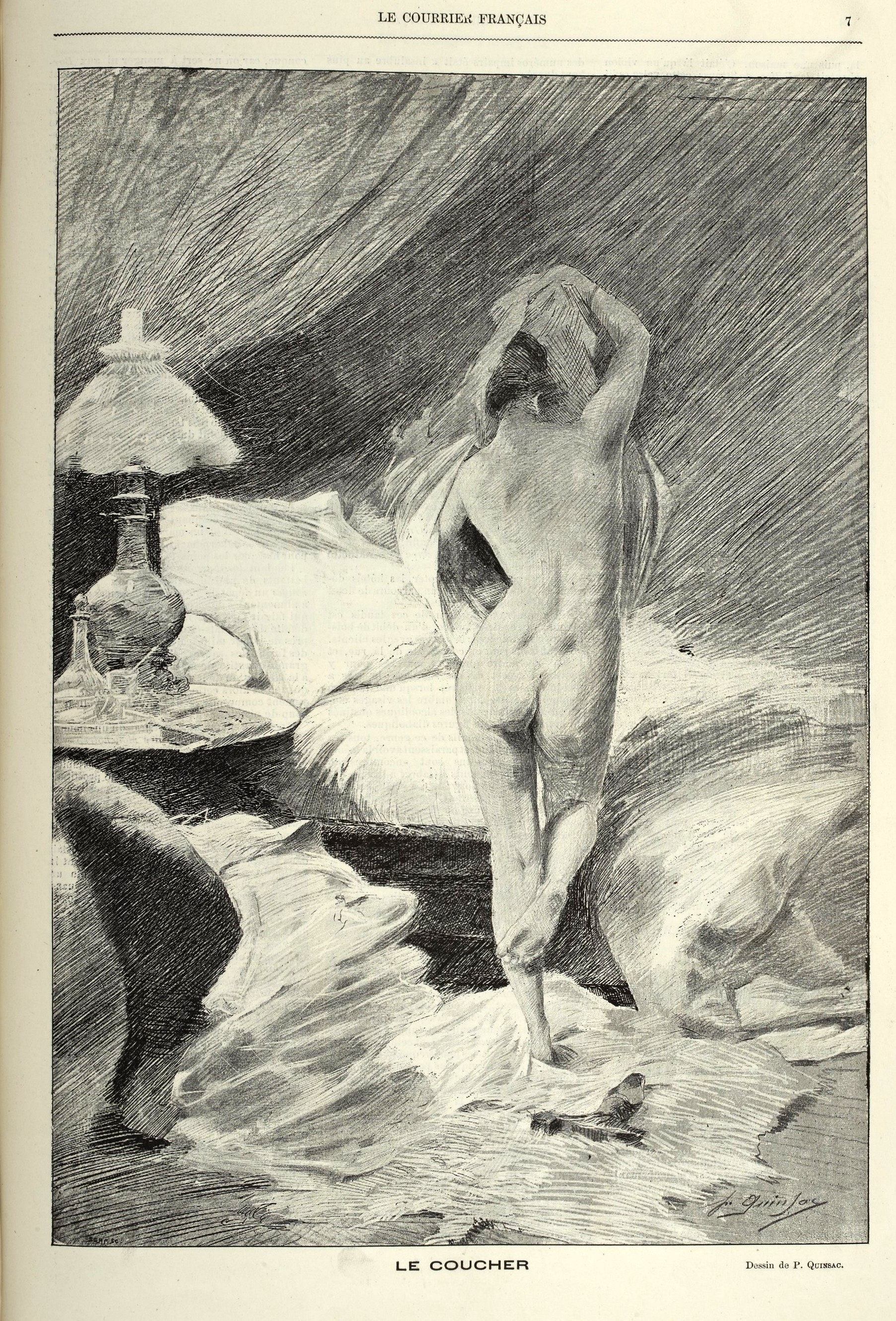
Le Coucher (1889)
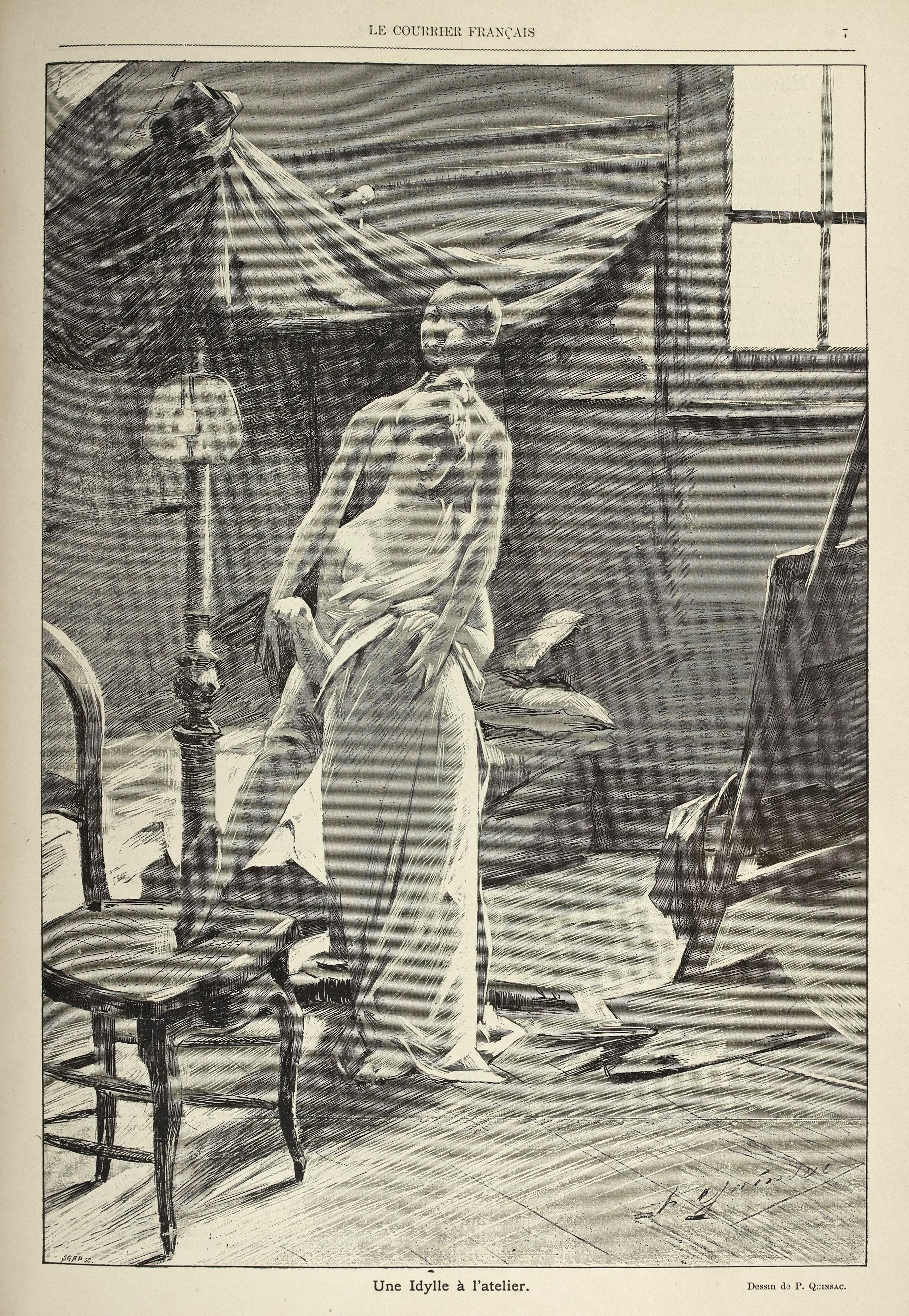
Une idylle à l'atelier (1889)

## Élèves
- Jean Aufort
- Paul Bazé
- Pierre-Albert Bégaud
- Roger Bissière
- Pierre Bodard
- René Buthaud
- Marius de Buzon
- Robert Cami
- Jean Despujols
- Cel le Gaucher
- Fernand Labat
- François-Maurice Roganeau